# Graphviz
Graphviz (zkratka z anglického Graph Visualization Software, tedy Software pro znázorňování grafů) je balík svobodného software pro kreslení grafů zadaných ve formátu DOT. Jeho vývoj započal v AT&T, v současnosti se na něm podílí dobrovolníci a Graphviz je k dispozici pod licencí Common Public License.

## Jednotlivé nástroje
Graphviz je tvořen jednak samotným jazykem DOT, jednak nástroji pro jeho zpracování. Základním nástrojem je
dot, program ovládaný z příkazové řádky, který slouží k vykreslení orientovaných grafů do jednoho z výsledných formátů (PostScript, SVG, PNG, PDF, …)

## Aplikace používající Graphviz
- AsciiDoc
- Doxygen
- GRAMPS
- Scribus